# Aelurostrongylus abstrusus
Aelurostrongylus abstrusus gehört zu den häufigsten Parasiten der Lunge bei Katzen. Er kommt weltweit vor. Die Häufigkeit nimmt bei Katzen in Europa zu, in manchen Regionen Deutschlands wurden z. B. Befallsraten von bis zu 15 Prozent ermittelt. Besonders gefährdet sind Katzen, die unbeaufsichtigten Freilauf haben und Beute fangen und fressen (z. B. Mäuse).

## Lebenszyklus
Die erwachsenen Tiere sind zwischen 7 (männliche) und 10 mm (weibliche) lang.
Die erwachsenen Tiere leben tief vergraben in der Lunge des Wirtstieres. Die Eier werden in die Lungenbläschen (Alveolen) gelegt, wo die Larven im ersten Stadium schlüpfen. Danach wandern sie nach oben, wo sie dann durch Verschlucken in den Verdauungstrakt gelangen und ausgeschieden werden.
Die Larve kann etwa zwei Wochen überleben und muss eine Schnecke als Zwischenwirt finden. Diese infiziert sich, wenn sie eine Larve überkriecht, da diese dann in ihren Fuß eindringen kann. In der Schnecke entwickelt sich die Larve nach ca. 12 Tagen zu Stadium 2 und nach 18 Tagen zum dritten Stadium.
Die infizierte Schnecke muss nun von einem Vogel, einer Eidechse oder Maus etc. gefressen werden. Die Larven nisten sich dann im Transportwirt ein. Wird der neue Wirt nun von einer Katze gefressen, wandern die Larven binnen 24 Stunden vom Magen über den Bauchraum in die Lunge. Nach etwa einem Monat sind dann wieder Larven im Kot zu finden.

## Symptome, Diagnostik und Bekämpfung
Der Lungenwurmbefall kann bei Katzen asymptomatisch verlaufen. Treten Symptome auf, können diese unspezifisch sein. Es kann z. B. zu einer allgemeinen Schwäche, chronischem Husten sowie Nasen- und Augenausfluss kommen. Die Diagnose wird unter anderem über einen Baermann-Wetzel-Test gestellt. Röntgenaufnahmen der Lunge können zusätzlich Hinweise auf die Infektion geben. Die Bekämpfung erfolgt durch Anthelminthika wie Fenbendazol, Emodepsid oder Eprinomectin. Die Präparate werden als Spot-ons angewendet, teilweise in Kombination mit weiteren Wirkstoffen, die auch gegen andere Wurmarten und Ektoparasiten gerichtet sind.